# Municipio de Frost
El municipio de Frost (en inglés: Frost Township) es un municipio ubicado en el condado de Clare en el estado estadounidense de Míchigan. En el año 2010 tenía una población de 1047 habitantes y una densidad poblacional de 11,38 personas por km².

## Geografía
El municipio de Frost se encuentra ubicado en las coordenadas 44°6′20″N 84°46′56″O / 44.10556, -84.78222. Según la Oficina del Censo de los Estados Unidos, el municipio tiene una superficie total de 91.99 km², de la cual 90,53 km² corresponden a tierra firme y (1,58 %) 1,46 km² es agua.

## Demografía
Según el censo de 2010, había 1047 personas residiendo en el municipio de Frost. La densidad de población era de 11,38 hab./km². De los 1047 habitantes, el municipio de Frost estaba compuesto por el 97,04 % blancos, el 0,19 % eran amerindios, el 0,38 % eran de otras razas y el 2,39 % eran de una mezcla de razas. Del total de la población el 1,15 % eran hispanos o latinos de cualquier raza.